# Мельс (Ліхтенштейн)
Мельс (нім. Mäls) — село в Ліхтенштейні. Розташоване в комуні Бальцерс на південному заході країни. На захід від села протікає річка Рейн, яка слугує кордоном зі Швейцарією.
На південний схід від Мельса розташоване село Бальцерс. Від моменту створення комуни Бальцерс 1808 року обидва села почали розвиватися як два райони одного населеного пункту.

## Клімат
Місто знаходиться у зоні, котра характеризується морським кліматом. Найтепліший місяць — липень із середньою температурою 18.9 °C (66 °F). Найхолодніший місяць — січень, із середньою температурою 0 °С (32 °F).
| Клімат Мельса           | Клімат Мельса | Клімат Мельса | Клімат Мельса | Клімат Мельса | Клімат Мельса | Клімат Мельса | Клімат Мельса | Клімат Мельса | Клімат Мельса | Клімат Мельса | Клімат Мельса | Клімат Мельса | Клімат Мельса |
| Показник                | Січ.          | Лют.          | Бер.          | Квіт.         | Трав.         | Черв.         | Лип.          | Серп.         | Вер.          | Жовт.         | Лист.         | Груд.         | Рік           |
| Середній максимум, °C   | 2,8           | 5             | 11,1          | 13,9          | 17,8          | 21,1          | 23,9          | 22,8          | 20            | 15            | 7,8           | 5             | 13,8          |
| Середня температура, °C | 0             | 1,7           | 6,7           | 9,4           | 12,8          | 16,7          | 18,9          | 17,8          | 15,6          | 11,1          | 5             | 2,2           | 9,8           |
| Середній мінімум, °C    | −2,8          | −2,2          | 2,2           | 5             | 7,8           | 12,2          | 13,9          | 12,8          | 11,1          | 7,2           | 2,2           | −1,1          | 5,7           |
| Норма опадів, мм        | 50            | 50            | 60            | 50            | 80            | 120           | 120           | 120           | 110           | 60            | 50            | 50            | 920           |
| Днів з опадами          | 11            | 9             | 12            | 12            | 12            | 13            | 13            | 13            | 12            | 12            | 14            | 12            | 145           |
| Днів зі снігом          | 9             | 7             | 4             | 4             | 3             | 2             | 3             | 4             | 5             | 8             | 8             | 9             | 66            |
| Вологість повітря, %    | 75            | 70            | 70            | 65            | 70            | 70            | 75            | 75            | 80            | 80            | 80            | 80            | 74.2          |
| ----------------------- | ------------- | ------------- | ------------- | ------------- | ------------- | ------------- | ------------- | ------------- | ------------- | ------------- | ------------- | ------------- | ------------- |
| Джерело: Weatherbase    |               |               |               |               |               |               |               |               |               |               |               |               |               |

## Відомі люди
- Йоган Баптист Бюхель[de] - ліхтенштейнський депутат, віце-президент парламенту, викладач, духовна особа та історик